# Solonț
Solonț – wieś w Rumunii, w okręgu Bacău, w gminie Solonț. W 2011 roku liczyła 1395 mieszkańców.